# 沈寵
沈寵（？—1571年），字思畏，號古林，直隸寧國府宣城縣人，民籍，明朝政治人物。

## 生平
嘉靖十六年（1537年）丁酉科應天鄉試舉人，授行唐縣知縣，調獲鹿縣知縣，二十七年（1548年）升山東道監察御史，出為廣西布政使司參議，隆慶五年（1571年）卒。

## 學術
沈寵師從貢安國、歐陽德，又從王畿、錢德洪游。寧國府知府羅汝芳創辦講會，御史耿定向聘沈寵與梅守德共主講席。

## 家族
子沈懋學，萬曆五年狀元。孫沈有則，萬曆三十八年進士。